# Milton dos Santos Martins
Milton dos Santos Martins ComMM (Soledade, 1 de julho de 1930 — Torres, 25 de dezembro de 2014) foi um jurista brasileiro. 
Graduou-se em Ciências Jurídicas e Sociais em 1955 na Universidade Federal do Rio Grande do Sul e  ingressou na magistratura gaúcha em 22 de setembro de 1959, atuando nas Comarcas de Iraí, Taquari, Caçapava do Sul, Alegrete, Passo Fundo e Porto Alegre. Em 16 de janeiro de 1975, foi nomeado Juiz do Tribunal de Alçada do Rio Grande do Sul e, em 29 de setembro de 1978, tornou-se Desembargador do Tribunal de Justiça do Rio Grande do Sul, em cuja instituição foi presidente entre 1994 e 1996.
Nesse último ano, Martins foi admitido pelo presidente Fernando Henrique Cardoso à Ordem do Mérito Militar no grau de Comendador especial.
Faleceu em 25 de dezembro de 2014, decorrência de um infarto, quando viajava a passeio em Torres, no litoral do Rio Grande do Sul.